# Magisterium Kościoła
Magisterium Kościoła (łac. Magisterium ecclesiae) – w Kościele katolickim władza autorytatywnego nauczania prawd wiary (nazywana także Urzędem Nauczycielskim Kościoła – kalka z niemieckiego Kirchliches Lehramt), sprawowana przez kolegium biskupów z papieżem na czele oraz indywidualnie przez biskupów pozostających w łączności z kolegium.
Według Kościoła posługa nauczania wykonywana jest przez biskupa Rzymu na zasadzie prymatu należnego następcy św. Piotra oraz przez biskupów, którzy jako następcy apostołów zobowiązani są wypełniać polecenie Jezusa Chrystusa: „Idźcie więc i nauczajcie wszystkie narody... Uczcie je zachowywać wszystko, co wam przykazałem” (Mt 28,19-20). Jezus obiecał św. Piotrowi i apostołom, a tym samym i ich następcom, że pozostanie z nimi do końca świata i że ześle im Ducha Świętego, żeby nauczał ich wszelkiej prawdy i przypomniał im wszystko, co usłyszeli od niego (por. J 14,26). Dzięki temu papież i biskupi w jedności, jako Kościół nauczający, twierdzą, że nie mogą się mylić co do prawd wiary i moralności. W szczególności nie myli się papież, gdy uroczyście ex cathedra określa jakiś dogmat wiary lub prawdę moralną. Zostało to zdefiniowane w czasie Soboru Watykańskiego I. Na mocy tej zasady, np. papież Pius XII określił w 1950 roku dogmat o wniebowzięciu Najświętszej Maryi Panny. Zgodnie z tą doktryną nie mylą się również wszyscy biskupi, gdy razem z papieżem na soborze powszechnym ogłaszają uroczystą definicję dogmatyczną lub podają orzeczenie definitywne oraz gdy rozproszeni w świecie, ale zachowując więzy komunii między sobą i z Następcą Piotra jednomyślnie zgadzają się na jakieś zdanie jako mające być definitywnie uznane przez wiernych.
Papież i biskupi nie nauczają sami swojej wykładni Ewangelii, ale powołują do tej misji wielu ludzi, przede wszystkim księży i katechetów. Także i katoliccy rodzice nauczają wiary swoje dzieci. Papież i biskupi czuwają, żeby wszyscy oni nauczali wiary zgodnie z wykładnią Kościoła katolickiego.